# Josefine Koebe
Josefine Koebe (AFI: [jozeˈfiːnə ˈkøːbə]; Bensheim, 3 luglio 1988) è un'economista e politica tedesca, del Partito Socialdemocratico di Germania (SPD).
Dal 2024 è membro del Landtag dell'Assia e segretaria generale dell'SPD Assia.

## Biografia
Koebe ha frequentato il Altes Kurfürstliches Gymnasium a Bensheim, dove ha conseguito il diploma di maturità nel 2007. Ha studiato International Economics a Tubinga e ha partecipato a un programma di scambio di due semestri a Sciences Po di Parigi. Dopo aver conseguito la laurea triennale nel 2012, ha completato un master in economia presso l'Università Humboldt di Berlino nel 2015.
Dal marzo 2015 all'ottobre 2017 ha lavorato come vicedirettrice dell’ufficio parlamentare di Christine Lambrecht, allora primo segretario parlamentare del SPD al Bundestag.
In seguito ha intrapreso un dottorato presso l'Università di Amburgo, completato nel 2023 con una tesi dal titolo Unintended Yet Effective: Evidence from Policy Reforms in Early Childhood Education and Care, Education and Environmental Economics. Tra il gennaio 2018 e il dicembre 2021, ha lavorato come ricercatrice presso il dipartimento "Istruzione e Famiglia" del Istituto tedesco per la ricerca economica (DIW) di Berlino.
Dal 2021 al 2024 ha coordinato le collaborazioni di ricerca e la rete accademica presso la società Fröbel Bildung und Erziehung gGmbH.
Josefine Koebe è sposata e ha quattro figli. Attualmente è legata sentimentalmente al ministro dell’economia dell’Assia, Kaweh Mansoori (SPD).

## Attività politica
È iscritta al SPD dal 2013. Ha ricoperto vari incarichi, tra cui quello di membro del comitato distrettuale SPD di Tempelhof-Schöneberg a Berlino, del consiglio regionale del gruppo di lavoro delle donne socialdemocratiche (ASF) di Berlino e della commissione tematica per gioventù, istruzione e famiglia del SPD Berlino.
Nel 2021 è stata eletta consigliera comunale onoraria nel magistrato di Bensheim e, nello stesso anno è stata eletta vicepresidente della sezione locale dell'SPD.
Sempre nel 2021 è stata eletta vicepresidente del SPD Bergstraße e presidente della sezione femminile SPD (oggi SPD FRAUEN). Dal luglio 2023 è membro del consiglio regionale della Comunità socialdemocratica per la politica locale (SGK) Assia. Il 2 settembre 2023 è stata eletta nel consiglio del distretto dell'Assia meridionale dell'SPD.
Dopo l’elezione al Landtag, ha lasciato il magistrato di Bensheim nel dicembre 2023. A causa dei suoi impegni nella politica regionale, nel 2025 ha rinunciato a ricandidarsi come vicepresidente della sezione SPD di Bensheim, ma continua a far parte del direttivo.

### Landtag dell'Assia (dal 2024)
Alle elezioni del 2023 si è candidata nel collegio 55 (Bergstraße II) ed è stata eletta nel Landtag dell'Assia tramite la lista del SPD. È entrata in carica il 18 gennaio 2024.
È vicepresidente della commissione bilancio, portavoce per l’istruzione prescolare della SPD, membro della sottocommissione per il controllo finanziario e la governance amministrativa, e membro supplente di vari organi, tra cui il consiglio della gioventù statale e il consiglio di amministrazione del teatro statale di Darmstadt. Fa parte inoltre della commissione d'inchiesta parlamentare 21/1 sulla pandemia di COVID-19. All'inizio della legislatura ha fatto parte anche della commissione per la scienza e la cultura.
Dal 2024 rappresenta lo stato dell'Assia nel consiglio di amministrazione della Banca regionale dell'Assia-Turingia (Helaba), dove è vicepresidente del comitato rischi e crediti e membro del comitato WIBank.

### Segretaria generale del SPD Assia (dal 2024)
Il 9 marzo 2024 è stata eletta segretaria generale del SPD Assia durante il congresso del partito a Francoforte sul Meno.